# Winthemia australis
Winthemia australis là một loài ruồi trong họ Tachinidae.